# 酒井忠義 (小浜藩主)
酒井 忠義（さかい ただあき）は、江戸時代後期の大名、明治時代初期の華族。
小浜酒井家13代、15代目の当主で、若狭小浜藩の第12代、第14代藩主、初代知藩事。

## 生涯
第10代藩主酒井忠進の五男。幕末期の幕政に参与し、天保14年（1843年）から嘉永3年（1850年）の間と安政5年（1858年）から文久2年（1862年）の間、京都所司代を務めた。安政5年（1858年）に将軍継嗣問題が起こると、南紀派を支持して一橋派を弾圧した。これが後の井伊直弼による安政の大獄の一因をなしたと言われている。ただし忠義は、自身の元の家臣であった梅田雲浜の捕縛には消極的であったが、長野主膳からの強い脅しに屈する形で志士弾圧に踏み切ることになった。忠義が入京した9月2日以降、まず捕縛したのは浪人・儒者らであり、諸藩の藩士・公家らへの本格的な弾圧が始まるのは、老中間部詮勝が入京した9月16日以降である。また、和宮降嫁など公武合体にも尽力した。尊王攘夷派に恨まれ、寺田屋騒動では標的にされている。
文久2年（1862年）に諱を忠禄（ただとし）と改めるが、在職中の失政を問われて所司代を罷免され、娘婿の忠氏に家督を譲り隠居謹慎に追い込まれた。1868年（明治元年）、忠氏が鳥羽・伏見の戦いに参戦して山陰道鎮撫軍に降伏すると、名代として上京・謝罪をするとともに、藩兵を新政府軍に派遣している。同年、佐幕的行動をとったとして謹慎処分を受けた忠氏の隠居を受け、藩主に返り咲いている。明治2年に版籍奉還で知藩事に転じ、華族に列する。1870年（明治3年）9月に分家筋である鞠山藩（敦賀藩）を合併した際に藩知事の地位を鞠山藩の酒井忠経に譲る。
1873年（明治6年）、61歳で死去した。

## 年譜
※ 1873年（明治5年）までの日付は旧暦。
- 文政11年（1828年）
  - 8月11日、与七郎を称す。
  - 12月16日、従五位下・靱負佐に叙任。
- 天保5年（1834年）
  - 2月5日、小浜藩酒井家の家督相続をし、藩主となる。
  - 3月13日、修理大夫に転任。
- 天保11年（1840年）
  - 12月16日、従四位下に昇叙。
  - 12月26日、若狭守に遷任。
- 天保13年（1842年）5月29日、幕府の奏者番となり、併せて寺社奉行を兼帯。
- 天保14年（1843年）11月3日、京都所司代に異動し、侍従を兼任。
- 嘉永3年（1850年）
  - 7月28日、京都所司代は御役御免。江戸城中の席次は帝鑑間より溜間格となる。
  - 8月4日、若狭守から修理大夫に兼任替え。
- 安政4年（1857年）
  - 5月9日、江戸城中の席次は帝鑑間となる。
  - 6月7日、修理大夫から若狭守に兼任替え。
- 安政5年（1858年）6月26日、京都所司代を復職。
- 万延元年（1860年）12月3日、従四位上に昇叙し、左近衛権少将に遷任。若狭守の兼任如元。
- 文久2年（1862年）
  - 5月、諱を忠禄に改める。
  - 6月30日、京都所司代は御役御免。
  - 閏8月1日、隠居。
  - 9月10日、若狭守から右京大夫に兼任替え。
  - 11月20日、蟄居謹慎。
- 1868年（明治元年）12月9日、小浜藩酒井家を再相続し、藩主となる。
- 1869年（明治2年）6月18日、知藩事となる。
- 1870年（明治3年）9月17日、鞠山藩との合併に際し、知藩事を罷（や）む。
- 1873年（明治6年）12月5日、死去。

## 系譜
- 父：酒井忠進
- 母：家女房
- 養父：酒井忠順
- 正室：松平盈子 - 松平輝延の娘
- 側室：家女房
  - 長男：酒井忠道（1851-1920）
  - 次女：酒井稜子 - 酒井忠氏正室（1836-1858）
  - 女子：酒井久子 - 伊東祐帰継々室（1862-1910）
  - 女子：酒井久宇 - 酒井忠美正室
  - 養子：酒井忠氏 - 酒井忠欽の四男